# USS Saugus (1863)
«Согас» (англ. USS Saugus) був монітором типу «Канонікус», побудований для ВМС Союзу під час Громадянської війни в США. 

## Історія служби

### Участь у бойових діях
Після завершення у вересні 1864 року корабель було передано флотилії річки Джеймс Північноатлантичної ескадри блокади. Корабель переважно відстоював по річці Джеймс, де міг підтримувати операції проти Ричмонда та захищати річкові комунікації північан від рейдів броненосців Конфедерації з ескадри річки Джеймс. Впродовж року він брав участь у перестрілках з  артилерійськими батареями Конфедерації, а пізніше у першій і другій битвах за форт Фішер, захищаючи підступи до Вілмінгтона, Північна Кароліна, у грудні 1864 – січні 1865. «Согас» повернувся до річки Джеймс після захоплення форту Фішер і залишався там, поки Ричмонд, не був окупований на початку квітня.

### Після війни
Через кілька днів монітор було перевезено до Вашингтона, і використано для тимчасового ув’язнення деяких підозрюваних у змові після вбивства президента Лінкольна. Його вивели в резерв у червні та знову ввели у дію на початку 1869 року для служби в Карибському морі та біля узбережжя Флориди. Наприкінці 1872 року «Согас» знову був відновлений і залишався активним до кінця 1877 року. Монітор виключили зі складу флоту в 1886 році і продали на брухт в 1891 році.